# 赤井秀一 (漫畫角色)
赤井秀一（日语：／ Akai Shūichi ?），是日本漫画和動畫作品《名偵探柯南》中的虛構角色。FBI頂尖搜查官，左撇子，頂尖狙擊手『銀色子彈』。
曾化名諸星大（日语：／ Moroboshi Dai ?）接近宮野姐妹，想辦法與組織人物宮野明美交往，以便臥底於黑衣組織，代號為Rye；身分曝光後回到FBI，為使CIA情報員水無怜奈重新臥底組織，並讓其取得琴酒的信任，赤井則假裝被槍擊身亡；「詐死」成功後，偽裝新身分沖矢昴（日语：／ Okiya Subaru ?）暗中繼續調查組織和保護宮野明美的妹妹灰原哀。目前詐死一事僅工藤一家、阿笠博士、水無怜奈、詹姆斯、茱蒂、卡邁爾、安室透、羽田秀吉等人知道，而灰原哀則隱約察覺到其身份。

## 化名典故
- 本名「赤井秀一」命名自《機動戰士GUNDAM》角色「紅色彗星」（赤い彗星）[注 4]夏亞及其聲優池田秀一。
- 化名「諸星大」取自「紅色彗星」（意指"朱星"）及夏亞的本名——卡斯巴爾·尼姆·戴昆（キャスバル・レム・ダイクン，Casval Rem Deikun）[注 5]。
- 假身分「沖矢昴」來自於夏亞本名的羅馬拼音——卡斯巴爾·尼姆·戴昆（Kyasubaru Remu Daikun）[注 6]。

## 人物

### 赤井秀一
父親是赤井務武，母親為瑪麗·世良，同時也是世良真純和羽田秀吉的長兄。與茱蒂·史坦林同屬詹姆士·布萊克的手下。為調查17年前的「羽田浩司事件」及父親的「死因」，隻身前往美國留學，並決心加入FBI，於10年前已成功取得美國國籍及綠卡，但此決定引起因丈夫之「死」而希望平穩生活的瑪麗·世良的擔憂和不滿，兩人大吵一架，但其表明決心後，瑪麗也不再阻止他，並要求徹查其父親「死亡」的真相（亦在當時與新一初次相會） 。
5年前化名諸星大臥底於黑衣組織，以出眾的能力獲得組織代號RYE（黑麥威士忌）。3年前，日本公安臥底蘇格蘭的身份暴露後因为听见波本的脚步声在赤井面前舉槍自殺 ，波本撞見此景後，從此误解視其為敵。2年前因卡邁爾搜查官的失誤使其真實身分曝光而被組織抛棄。
被黑衣組織的BOSS視為是唯一一發能擊破組織的「銀色子彈（Silver Bullet）」（但苦艾酒認為柯南是另外一發「銀色子彈」）。曾監視灰原哀、毛利偵探事務所及佐藤美和子與白鳥任三郎的相親會場。毛利蘭也曾在紐約見過他，當時與一名FBI探員一起在街上追查一名日本變態殺人犯（易容後的苦艾酒）。
在《紅與黑的碰撞》中，赤井為使CIA情報員水無怜奈重新臥底組織並取得琴酒的信任，與柯南共同策劃「詐死」計劃——佯裝被爆頭擊斃，並與雪佛蘭一同化為灰燼，實則改換身分「沖矢昴」，繼續暗中調查組織。

### 冲矢昴
改換身分後，自稱是東都大學的工科研究生，由於原先的租屋處“木馬莊”遭人縱火，因此暫時寄住工藤新一家。柯南對其非常信任，然而灰原對此感到相當憂慮，卻被柯南以「福爾摩斯迷不是壞人」為由打發。後來灰原因其「不要露出那樣的表情嘛」的口吻和諸星大相似，便逐漸對其卸下心防。在一次案件中發現柯南以新一的身分打電話，因此得知其真實身分。
在《神祕列車》中，與柯南、工藤有希子以及怪盜基德一同保護灰原，安置被苦艾酒電暈的世良真純，並卸下易容出現在安室透面前。
安室透在對FBI一連串的試探後拜訪工藤宅，並向沖矢昴（工藤優作假扮）說明他對“赤井假死”過程的推理。此時真正的赤井則潛伏在茱蒂的汽車中，幫助茱蒂和卡邁爾脫險，成功隱瞞「沖矢昴」的真面目，並揭露安室透的真實身分，向其表示自己「不想與他為敵」。

## 形象
眼珠呈墨綠色，眼睛下方有單褶，曾蓄留長髮（後來為了向組織復仇而將其剪短），平常喜歡戴黑色針織帽，和琴酒一樣都是左撇子。
以「沖矢昴」的身分活動時，總是穿著高領服裝或戴圍巾（為隱藏阿笠博士發明的項圈型變聲器），戴黑框眼鏡，經常面帶神秘微笑並以瞇瞇眼示人（但偶爾也會睜開左眼）。

### 性格特點
目光懾人，神情冷峻，性格謹慎，舉止從容，行事果斷，膽識過人，推理能力強，思維縝密，設想周全，平時極為冷酷陰沉，遭遇困難時異常沉著冷靜。然而「沖矢昴」的形象與本人相比卻較為親切隨和、溫柔體貼。

### 興趣愛好
自稱是福爾摩斯迷，喜歡喝波本威士忌、蘇格蘭威士忌、罐裝黑咖啡 ，最喜歡及最討厭的顏色為黑色因為黑色可以隱藏一個人不為人知的一面，愛車為雪佛蘭C-1500、速霸陸360、福特野馬GT500(謝爾比野馬)，在以赤井秀一的面貌槍戰時，常使用一把英國精密國際AWM狙擊步槍。因為居住在工藤家後經常自行做菜，便常常開始做咖哩飯給阿笠博士與灰原哀等人。

### 技能
身手矯健，精於截拳道，車技一流，狙擊能力極強（狙擊距離可達1300碼，為名偵探柯南裡狙擊能力最強者），並擁有不俗的觀察力、情報蒐集與分析能力及推理能力，也會拉手風琴、料理、易容術、駭客技術。

## 情感
原先與FBI搜查官茱蒂·史坦林有一段感情，5年前為了調查黑衣組織和宮野明美相識並以化名「諸星大」与其交往，因为觉得即使只是为了任务也不能脚踏两只船，所以向茱蒂提出分手。
後來因其臥底身分曝光離開組織。宫野明美欲帶妹妹宮野志保离开组织，但在完成組織任務後被組織早一步殺害。

## 詐死
在TV 504《紅與黑的碰撞 殉職》中，水無怜奈向其肺部與頭部各射擊一槍疑似死亡。但作者青山剛昌為此留下許多伏筆，現將赤井秀一「殉職」相關劇情排列如下（按劇情先後為排序，並非按劇集順序）：
1. 水無怜奈因一場車禍意外受重傷導致昏迷不醒，FBI將其安排至杯戶中央醫院治療[28]，此時，黑衣組織安排間諜楠田陸道偽裝成住院病患暗中調查。在柯南成功試探出其真實身分後（楠田在柯南試探其間有用右手碰觸過柯南的手機），楠田為躲避赤井的追捕便朝自己頭部舉槍自盡[3]。
2. 柯南發現水無已經恢復意識，便與赤井一同制定計劃，幫助身為CIA情報員的水無怜奈重新"送"回黑衣組織[9][10][11][12]。三人完成協議後，赤井在手指塗上防止留下指紋的膠層[12]，並前往參與FBI內部的作戰會議。在會議期間，赤井不經意地打翻手中的罐裝咖啡[33]。
3. 隔日，琴酒藉由一系列的誘導行動成功得知水無的所在位置，柯南拿出手機準備提供FBI應對計劃，卻被赤井用右手阻止[34]。
4. 水無成功回歸組織的行列後接到「殺死赤井秀一」的任務，赤井接到水無的來電並答應兩人單獨會面。詹姆士得知此消息後欲連絡茱蒂時被赤井阻止，但被其發現手上抹有塗層而不得不透露計劃[12][35]。在赴約前對其留下「接下來的事就拜託你了」這句意味深長的一席話[36]。
5. 赤井將雪佛蘭停在來葉山道的山谷邊（此時已換上阿笠博士發明的可噴血的針織帽[11]），從副駕駛座下車，且自下車開始到右胸、頭部中彈後，右手始終插在防火的褲子的口袋裡（暗示其他人要調查右手指紋），隨後水無利用炸彈引爆車子以毀屍滅跡[10]（此時，赤井暗中將楠田陸道的屍體調包成自己，並潛入水無的車內離開現場[11]）。
6. FBI看到新聞，詹姆斯引導茱蒂可以比對柯南手機上的指紋，檢測結果確認赤井秀一已「殉職」。事後，茱蒂將手機還給柯南，而柯南從手機序列號的變化發覺手機已遭人調包，卻未追問茱蒂原因，且隨後沉默良久[10]。
7. 本堂瑛祐表示FBI裡似乎有人殉職，柯南卻微笑地表示不要緊[37]。
8. 在工藤有希子的協助下成功易容成新身分「沖矢昴」[12]，並暫時居住於工藤宅[8]。
9. 在《銀行強盜案》中，神似赤井但疑似無法言語的傷疤男現身，並用右手朝挾持柯南的搶匪開槍[7]。
10. 柯南由少年偵探團的談話得知有「傷疤赤井」的人物出現後大驚失色[38]，琴酒也從《銀行強盜案》的相關新聞中發現「傷疤赤井」的存在，便開始懷疑基爾（水無）[39]。沖矢昴在商場首度看見「傷疤赤井」的身影，並在發現琴酒的保時捷356A後顯示相當輕蔑的態度[40]。香緹正準備狙擊「傷疤赤井」時，苦艾酒及時向琴酒傳達Boss撤退行動的命令[41]。
11. 在《神秘列車》中，安室透表明其為組織成員波本的身分，並表示自己是藉由苦艾酒的協助易容成「傷疤赤井」，以試探赤井周遭人物的反應。赤井以真實面目出現在其面前，迫使安室重啟對赤井「殉職」的調查。案件最後，沖矢睜開左眼，露出和赤井相同的眼神[25]。
12. 在《黑兵衛事件》中，茱蒂回憶起在杯戶中央醫院調查楠田陸道及赤井用右手觸碰柯南手機的事情，卻遭到柯南連忙阻止[26]。
13. 波本和苦艾酒聯合設計卡邁爾，從其打聽出「楠田陸道在車上開槍自殺」的情報。波本由此推測出「赤井秀一沒有死」的結論，但苦艾酒並不認同；另一方面，柯南得知這個情報洩漏出去後顯現出錯愕的表情[42]。
14. 茱蒂從柯南的表情中察覺有隱情，便與卡邁爾驅車前去來葉山道尋找線索（赤井已潛伏在汽車後座內），卡邁爾提及赤井常說的口頭禪時，茱蒂想起和沖矢昴碰面時曾說過類似的話。此時波本（安室）至工藤宅拜訪沖矢（工藤優作假扮），並向其解釋他對赤井「殉職」的推理[11]。
15. 在TV 782《緋色的回歸》、783《緋色的真相》中證實赤井秀一未死且「沖矢昴=赤井秀一」，赤井在柯南及優作的協助下，成功向波本隱瞞沖矢昴的真面目，並順利地揭曉其真實身分為日本公安的降谷零。
16. 在劇場版《異次元的狙擊手》中，詹姆士傳給沖矢昴簡訊說：「一切就拜託你了」。沖矢在最後持槍狙擊犯人時，其射擊距離及狙擊方式與赤井相似，並且在最後與詹姆士通話時的最後一句話，其配音為赤井的聲音。

## 备注
1. ↑  正式登場；曾在茱蒂的回憶中登場（M18《異次元的狙擊手》）。
2. ↑  劇場版 M20《純黑的惡夢》、TV 952-954《迷宮鸡尾酒》
3. ↑  於TV 782《緋色的回歸》正式確認為「詐死」。
4. ↑  日文中，赤井（Akai）與紅色（Akai）發音相同。
5. ↑  日文中，暱稱"大君"（だいくん，Dai Kun）與戴昆（ダイクン，Deikun）發音相近。
6. ↑  將沖矢昴（Okiya Subaru）的日語假名移除o和i，即為卡斯巴爾（Kyasubaru）。
7. ↑  世良真純表示自己大哥（即赤井）的截拳道能力比自己強三倍[27]
8. ↑  10年前曾在眾人面前使出其招式[6]。
9. ↑  槍法比琴酒更加準確，曾精確擊中其手中狙擊槍的瞄準鏡，並傷及其左顴骨[28]。
10. 1 2  為工藤有希子所教[12]。

## 外部連結
- 沖矢 昴｜キャラクター｜名探偵コナン｜読売テレビ（日語）
- 赤井 秀一｜キャラクター｜名探偵コナン｜読売テレビ（日語）
- ライ｜キャラクター｜名探偵コナン｜読売テレビ（日語）